# Максимальний потенціал (відео)
Максимальний потенціал (англ. Maximum Potential) — американський документальний фільм про тренування Дольфа Лундгрена.

## Сюжет
Дольф Лундгрен зібрав свої різноманітні і всеосяжні особисті тренування на домашньому відео, де показані бодібілдінг, бокс, бій з тінню, біг, стрибки зі скакалкою, йога, бойові мистецтва і багато іншого. Навіть включає в себе управління стресом — вправи для розуму.

## У ролях
- Дольф Лундгрен — грає самого себе
- Фред ДеЛюка мол. — бізнесмен
- Марк Де Алессандро — партнер на тренуванні
- Френк Загаріно — партнер на тренуванні
- Беатріс Бур'є — танцюристка аеробіки
- Тереза Мозесян — танцюристка аеробіки
- Дженніфер Мотт — танцюристка аеробіки
- Пайпер Лі Вог — танцюристка аеробіки
- Джордж Піпасік — власник тренажерного залу
- Анджела Даун — дівчина на пляжі
- Стефані Херші — дівчина на пляжі
- Меггі Ленглі — дівчина на пляжі
- Евон Мерфі — дівчина на пляжі
- Аделе Йошіока — дівчина на пляжі